# Bilibinskij rajon
Il Bilibinskij rajon è un rajon (distretto) del Circondario autonomo di Čukotka, nella Russia siberiana nordorientale. Il capoluogo è la città di Bilibino.